# 진다이정
진다이정(神代町)은 도쿄도 기타타마군에 설치되었던 정이다. 현재의 조후시에 해당한다.